# Norra Bankogränd

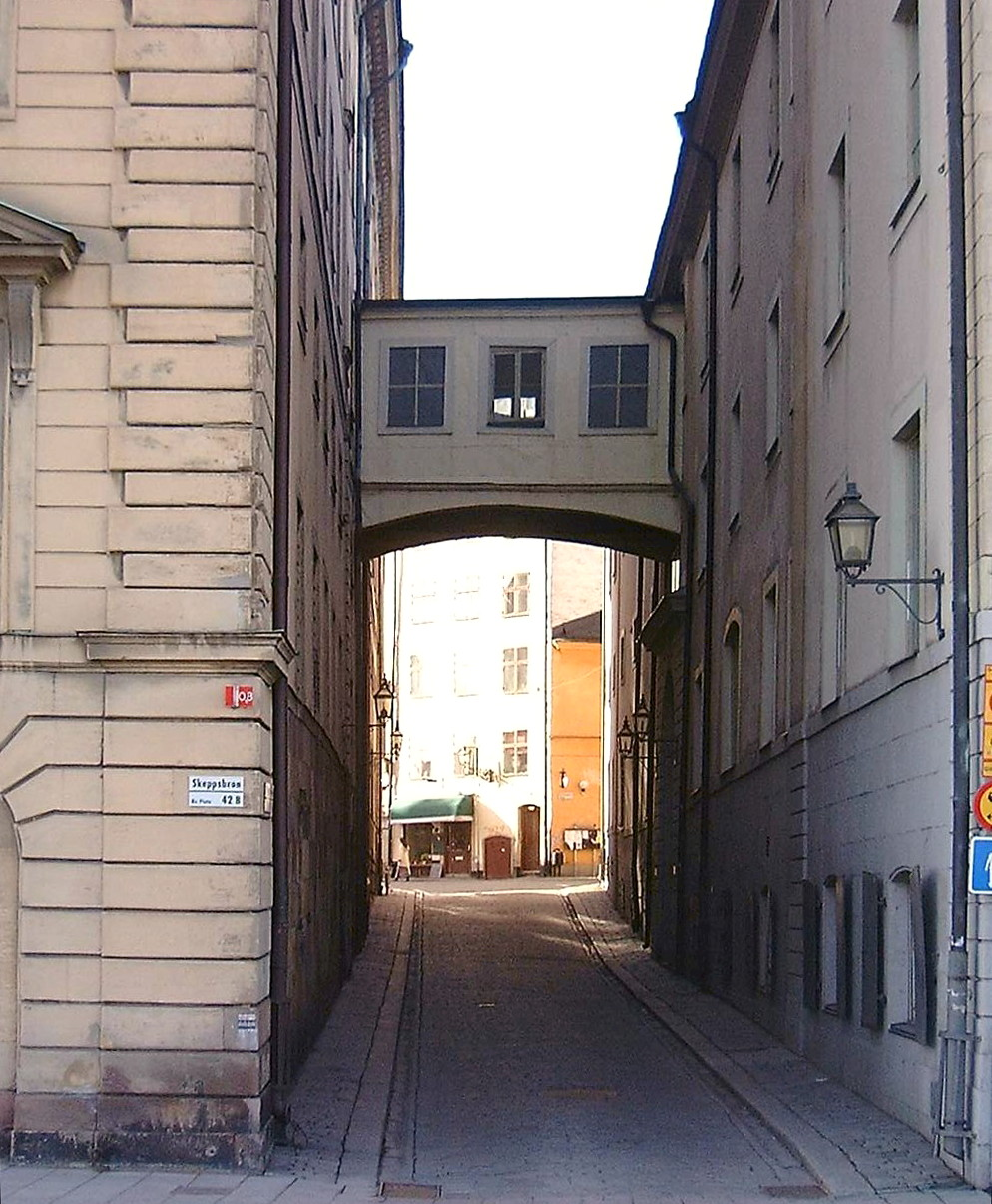
Norra Bankogränd mot ost.

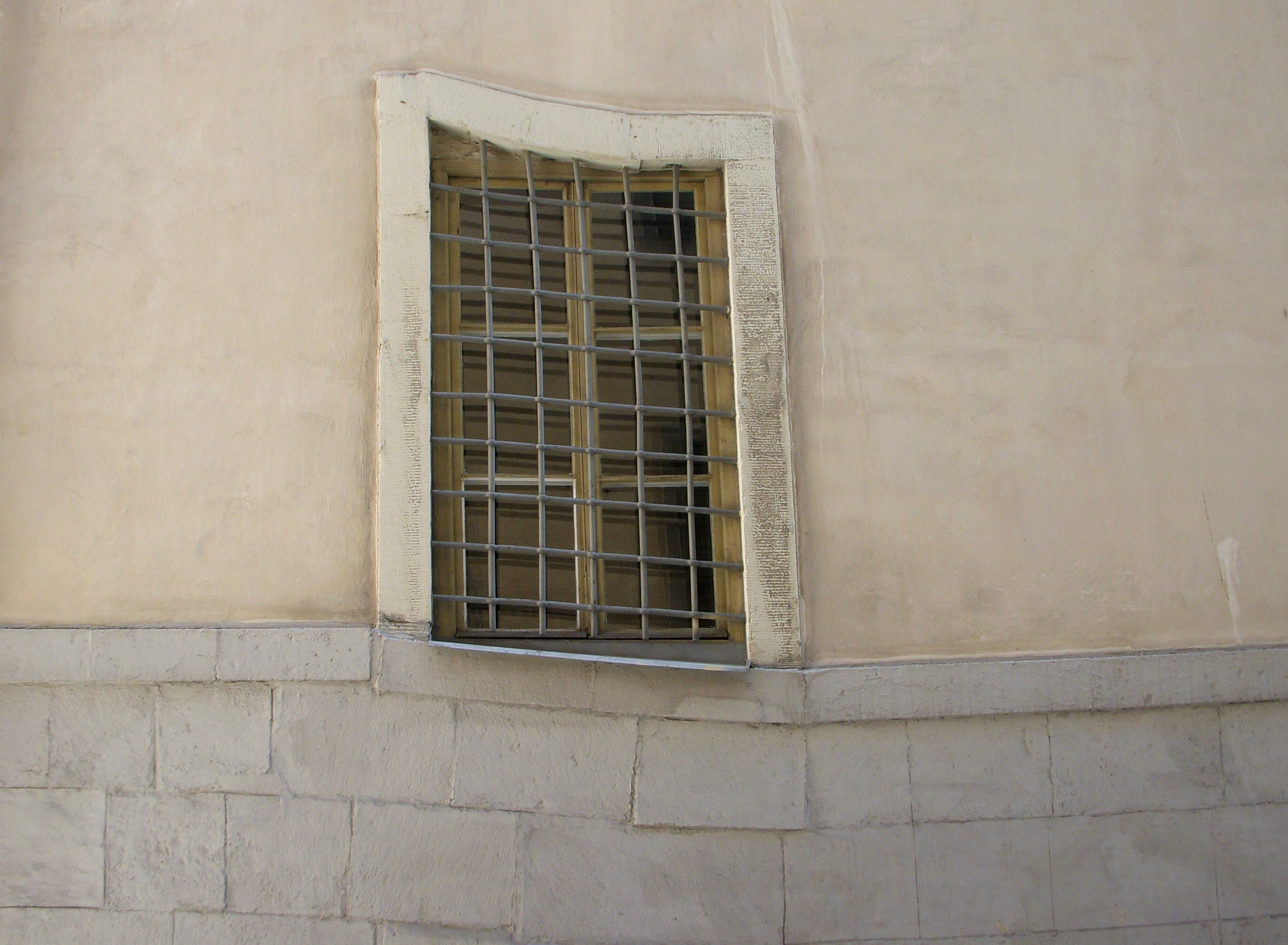
Sättningsskadan.

Norra Bankogränd är en gränd i Gamla stan i Stockholm som går från Skeppsbron till Österlånggatan mellan de båda bankhusen, Norra Bankohuset och Södra Bankohuset. 
"Norra Bancogränd" fanns redan på Petrus Tillaeus karta från 1733. I gränden kan man studera omfattande sättningsskador i Norra Bankohusets fasad. Här finns gränsen mellan stabil och instabil grund. Sättningsskadan går rakt genom fönsteraxeln, ungefär vid grändens mitt. Över gränden leder en täckt gångbrygga som förbinder Norra med Södra Bankohuset i 2:a våningen. Denna användes från början till att frakta sedlar mellan bankens kontor och sedelmagasinet och kallas i folkmun "Suckarnas bro" eftersom den påminner om en liknande bro i Venedig.